# Битанге и принцезе
Битанге и принцезе је ситком редитеља Горана Куленовића рађена по узору на познату америчку серију "Пријатељи". Укупно је снимљено 5 сезона ове серије.
У Србији је 2007. приказивана на телевизији Б92, током 2010. је емитована на ТВ Студио Б, а 2016. на телевизији Хепи.

## О серији
У серији је пет главних ликова: вечити студент Роби, наложени дечко из Дубраве у сталном сукобу са згодном Иреном, не превише бистром, али врло сналажљивом и пробитачном бившом манекенком која је одлучила водити смисленији живот. Роби и Ирена су главни покретачи већине неспоразума и размирица у серији и обоје раде на локалној телевизији Стар@ ТВ.
Двојица потпуно различитих најбољих пријатеља Казимир и Тео игром судбине постају Робијеви цимери. Казимир је помало збуњени тип који зна све о филмовима, музици и сличном, али се не сналази најбоље у друштву. У друштву је познат по узречици "будимо реални" и гледао је најмање милион пута филм Казабланка. Његов омиљени глумац је Хемфри Богарт.
Казимиров пријатељ из детињства Тео права му је супротност. Он је висок, наочит, сналажљив и успешан млади адвокат којем је у животу увек све ишло од руке и који је Казу увек чувао као млађег брата. Међутим, већ на почетку прве епизоде његова се срећа мења, пошто га је жена избацила из стана.
Ту је и повучена, али симпатична Иренина случајна цимерка Луција која с Казом почиње радити у видеотеци.
У серији се, иначе, повремено појављују и особе с хрватске естраде, из спортског, уметничког или друштвеног живота.

## Улоге

### Главне
| Лик                        | Глумац          | Сезоне   | Сезоне   | Сезоне | Сезоне | Сезоне |
| Лик                        | Глумац          | 1        | 2        | 3      | 4      | 5      |
| -------------------------- | --------------- | -------- | -------- | ------ | ------ | ------ |
| Казимир Храстек Казо       | Хрвоје Кечкеш   | Главни   | Главни   | Главни | Главни | Главни |
| Роберт Кумерле Роби        | Рене Биторајац  | Главни   | Главни   | Главни | Главни | Главни |
| Ирена Гробник              | Мила Елеговић   | Главни   | Главни   | Главни | Главни | Главни |
| Теодор Фришчић Тео         | Тарик Филиповић | Главни   | Главни   | Главни | Главни | Главни |
| Луција Точ                 | Наташа Дангубић | Главни   | Главни   | Главни | Главни | Главни |
| Газда                      | Предраг Вушовић | Епизодни | Епизодни | Главни | Главни | Главни |
| Армандо Вукушић/Ђуро Кроло | Дражен Чучек    | Епизодни | Главни   | Главни | Главни | Главни |
| Еротоман Саша              | Миле Кекин      | Епизодни | Епизодни | Главни | Главни | Главни |

### Епизодне
| Глумац                    | Улога                         |
| ------------------------- | ----------------------------- |
| Миа Крајцар               | Адриана                       |
| Жељко Дувњак              | Инспицијент                   |
| Звонимир Зоричић          | Редитељ                       |
| Душан Бучан               | Агент 003                     |
| Галиано Пахор             | Блаж Призмић                  |
| Душко Чурлић              | Спикер                        |
| Филип Шоваговић           | Психопата Мате Тараба         |
| Милан Плестина            | Дориан пл. Драшковић          |
| Иво Рогуља                | Главни у тајној служби (глас) |
| Иван Горан Витез          | Водитељ                       |
| Николина Писек            | Глорија                       |
| Аднан Палангић            | Пашко Габрић                  |
| Катарина Бистровић Дарваш | Ксенија                       |

 Остале улоге ▼
| Глумац                  | Улога                                    |
| ----------------------- | ---------------------------------------- |
| Горан Лукачевић         | Кики 4 еп. 2008-2010                     |
| Ивана Боланца           | Барбара Кларић 4 еп. 2005-2006           |
| Марија Борић            | Шминкерица 4 еп. 2005-2006               |
| Јосип Мароти            | Станодавац 4 еп. 2005-2006               |
| Ксенија Маринковић      | Унука 4 еп. 2005                         |
| Емил Суческа            | Винко 4 еп. 2006                         |
| Роберт Угрина           | Беро 4 еп. 2007-2008                     |
| Бојан Гебај             | Ногометаш #2 4 еп. 2007                  |
| Антонио Марушић         | Ногометаш #1 4 еп. 2007                  |
| Дарко Милаш             | Службеник 4 еп. 2008-2009                |
| Бранка Цвитковић        | Главна 4 еп. 2009-2010                   |
| Фрањо Кухар             | Стјепан Јиммy Дзамлија 3 еп. 2007-2009   |
| Елизабета Кукић         | Ружа Храстек 3 еп. 2005-2008             |
| Винко Брешан            | Судац 3 еп. 2005-2006                    |
| Ђорђе Кукуљица          | Полицајац Хрвоје 3 еп. 2005-2006         |
| Нина Виолић             | Барбара 3 еп. 2005                       |
| Горан Пирс              | Полицајац Мики 3 еп. 2006-2009           |
| Трпимир Вицковић Вицко  | Глиста 3 еп. 2006-2007                   |
| Дамир Лончар            | Казимиров тата 3 еп. 2007-2009           |
| Марија Тадић            | Емануела 3 еп. 2007-2009                 |
| Алеxандер Цветковић     | Инспектор Винко 3 еп. 2007               |
| Едвин Ливерић           | Инспектор Зинедине 3 еп. 2007            |
| Мехмед Ибрић            | Доктор 3 еп. 2008-2010                   |
| Душко Модринић          | Бељо 3 еп. 2008-2009                     |
| Ана Бегић               | Чуварица 3 еп. 2008                      |
| Горан Гргић             | Хорације 2 еп. 2005-2010                 |
| Енес Вејзовић           | Карло Перига 2 еп. 2005-2010             |
| Лука Јуричић            | Анђелко 2 еп. 2005-2009                  |
| Златан Зухрић Зухра     | Конобар 2 еп. 2005-2007                  |
| Иван Бркић              | Пашко 2 еп. 2005-2006                    |
| Горан Куленовић         | Други конобар 2 еп. 2005-2006            |
| Фанита Павловић         | Продавачица на киоску 2 еп. 2005-2006    |
| Матија Прскало          | Суткиња 2 еп. 2005-2006                  |
| Нина Бадрић             | Кандидаткиња 2 еп. 2005                  |
| Матија Јакшековић       | Тјелохранитељ 2 еп. 2005                 |
| Инес Преиндл            | Николина Гробник 2 еп. 2005              |
| Сњежана Вукмировић      | Шефова Асистентица 2 еп. 2005            |
| Славен Кнезовић         | Атентатор 2 еп. 2006-2010                |
| Власта Кнезовић         | Лејди Ми-ри-ана Пичић 2 еп. 2006-2007    |
| Ален Шалиновић          | Бијели чувар Имотех 2 еп. 2006-2007      |
| Жарко Савић             | Бијели чувар Птоломех 2 еп. 2006-2007    |
| Истван Филаковиц        | Режисер - Глас 2 еп. 2006                |
| Александра Грдић        | Девојка 2 еп. 2007-2010                  |
| Марио Мирковић          | Санитарац Бораш 2 еп. 2007-2010          |
| Дражен Братулић         | Гост #1 2 еп. 2007-2009                  |
| Зоран Чубрило           | Вања 2 еп. 2007-2008                     |
| Зоран Лазић             | Ђапић 2 еп. 2007-2008                    |
| Жељко Мавровић          | Свећеник Алберт 2 еп. 2007-2008          |
| Борис Михољевић         | Брацо 2 еп. 2007-2008                    |
| Јасмин Телаловић        | Свећеник Стрибор 2 еп. 2007-2008         |
| Сергеј Трифуновић       | Менаџер Коцка 2 еп. 2007                 |
| Ива Михалић             | Лана #2 2 еп. 2008-2009                  |
| Бошко Саломон           | Авијатичар 2 еп. 2008-2009               |
| Ивона Халиловић         | Чуварица #2 2 еп. 2008                   |
| Дора Липовчан           | Мирта 2 еп. 2008                         |
| Крешимир Микић          | Дражен Драшковић 2 еп. 2008              |
| Озрен Грабариц          | Желимир 2 еп. 2009-2010                  |
| Влатко Дулић            | Шаман 1 еп. 2009                         |
| Синиша Чмрк             | Спикер у рингу 1 еп. 2009                |
| Денис Бризић            | Пајо Зделар 1 еп. 2009                   |
| Саша Сушец              | ТВ репортер 1 еп. 2009                   |
| Зијад Грачић            | Крвавица 1 еп. 2009                      |
| Тихомир Јолић           | Новинар #1 1 еп. 2009                    |
| Стјепан Магаш           | Новинар #2 1 еп. 2009                    |
| Срећко Вучић            | Сенијад 1 еп. 2009                       |
| Маринко Лес             | Темпо 1 еп. 2009                         |
| Инге Апелт              | Газдарица 1 еп. 2005                     |
| Мирослав Бајс           | Дебели кандидат 1 еп. 2005               |
| Вид Балог               | Оштећеник 1 еп. 2005                     |
| Маруса Билиско          | Шефова асистентица 1 еп. 2005            |
| Инес Бојанић            | Штреберица 1 еп. 2005                    |
| Силвија Брадица         | Шминкерица 1 еп. 2005                    |
| Златко Црнковић         | Судац 1 еп. 2005                         |
| Мијо Дебанић            | Камерман 1 еп. 2005                      |
| Наталија Ђорђевић       | Чудна цура 1 еп. 2005                    |
| Томислав Фогец          | Пензионер 1 еп. 2005                     |
| Антонио Габелић         | Достављач 1 еп. 2005                     |
| Нада Гачесић            | Госпођа Гробник 1 еп. 2005               |
| Петар Големац           | Пензионер 1, 1 еп. 2005                  |
| Дарко Гонгола           | Тонац 1 еп. 2005                         |
| Бернард Гргић           | Доктор 1 еп. 2005                        |
| Емир Хаџихафизбеговић   | Есад 1 еп. 2005                          |
| Ненад Јарић             | Освјетљивач 1 еп. 2005                   |
| Фрањо Јурчец            | Тин Јановић 1 еп. 2005                   |
| Фреди Каламар           | Инспицијент 1 еп. 2005                   |
| Љубомир Керекеш         | Чувар 1 еп. 2005                         |
| Марио Ковач             | Yвес Милић 1 еп. 2005                    |
| Деан Кривачић           | Продавац 1 еп. 2005                      |
| Никша Кусељ             | Невен 1 еп. 2005                         |
| Сања Мајцан             | Жена на улици 1 еп. 2005                 |
| Радослав Маран          | Затворски стражар 1 еп. 2005             |
| Маринко Маричић         | Фра Хасан Хујдур 1 еп. 2005              |
| Анита Матић Делић       | Плачљива цура 1 еп. 2005                 |
| Игор Мирковић           | Тужитељ 1 еп. 2005                       |
| Домагој Новокмет        | Кандидат 1 еп. 2005                      |
| Миа Оремовић            | Бакица 1 еп. 2005                        |
| Божидар Орешковић       | Господин Гробник 1 еп. 2005              |
| Фадил Осмичевић         | Човјек на улици 1 еп. 2005               |
| Едо Перочевић           | Начелник 1 еп. 2005                      |
| Слађана Петрушић        | Естонска Проститутка 1 еп. 2005          |
| Жарко Поточњак          | Координатор 1 еп. 2005                   |
| Маринко Прга            | Зденфа 1 еп. 2005                        |
| Јанко Ракош             | Далибор Хохњец 1 еп. 2005                |
| Предраг Раос            | Лично 1 еп. 2005                         |
| Ивона Ружић             | Шефова асистентица 1 еп. 2005            |
| Семка Соколовић Берток  | Доајенка Шаховског Спорта 1 еп. 2005     |
| Ива Сулентић            | Вјекослава 1 еп. 2005                    |
| Марко Томљановић        | Пензионер #2 1 еп. 2005                  |
| Драго Утјешановић       | Финанцијски инспектор #1 1 еп. 2005      |
| Златко Витез            | Деда Мраз 1 еп. 2005                     |
| Индира Владић Мујкић    | Звијезда 1 еп. 2005                      |
| Едо Вујић               | Шеф 1 еп. 2005                           |
| Роналд Злабур           | Ногометаш Јосип 1 еп. 2005               |
| Анамарија Зупарић       | Шефова асистентица 1 еп. 2005            |
| Ахмед Ел Рахим          | Судац 1 еп. 2006                         |
| Маја Бабић              | Преводитељица 1 еп. 2006                 |
| Синиша Басталец         | Тинејџер 1 еп. 2006                      |
| Славко Бранков          | Ђовани 1 еп. 2006                        |
| Тони Цетински           | Лично 1 еп. 2006                         |
| Зоран Чутура            | Полицајац Душко 1 еп. 2006               |
| Месуд Дедовић           | Таксиста 1 еп. 2006                      |
| Иван Гловатски          | Одвјетник Марко „Фишкил” 1 еп. 2006      |
| Давор Гобац             | Умјетник Томица 1 еп. 2006               |
| Хана Хегедушић          | Нимфоманка 1 еп. 2006                    |
| Тони Јеричевић          | Томислав 1 еп. 2006                      |
| Ибрица Јусић            | Представник глазбене уније 1 еп. 2006    |
| Марија Кон              | Баба Манда 1 еп. 2006                    |
| Иво Ковачевић           | Флавио Шкробоња 1 еп. 2006               |
| Диана Лучић Лавчевић    | Весна 1 еп. 2006                         |
| Јелена Михољевић        | Елвира 1 еп. 2006                        |
| Мирко Миочић            | Лично 1 еп. 2006                         |
| Роберт Просинечки       | Лично 1 еп. 2006                         |
| Ивица Пуцар             | Ивица - Теов братић одвјетник 1 еп. 2006 |
| Јасмина Пушић           | Лана 1 еп. 2006                          |
| Марко Рукавина          | Тип за шанком 1 еп. 2006                 |
| Никица Рупчић           | Редитељ - Тијело 1 еп. 2006              |
| Данијела Трбовић        | Водитељица Даниела 1 еп. 2006            |
| Барбара Вицковић        | Згодна мама 1 еп. 2006                   |
| Едо Вричић              | Клошар 1 еп. 2006                        |
| Петра Вукелић           | Петра 1 еп. 2006                         |
| Дамир Вуковић           | Здеслав 1 еп. 2006                       |
| Петар Атанасоски        | Младић на плацу 1 еп. 2007               |
| Ива Багић               | Татјана 1 еп. 2007                       |
| Барбара Џесика Буданец  | Девојка #2 1 еп. 2007                    |
| Амар Буквић             | Вјеран 1 еп. 2007                        |
| Инес Чокарић            | Медицинска сестра 1 еп. 2007             |
| Иван Ђуричић            | Матко 1 еп. 2007                         |
| Франо Домитровић        | Кажин фан 1 еп. 2007                     |
| Давор Дретар Дреле      | Лично 1 еп. 2007                         |
| Зоран Гогић             | Шљакер 1 еп. 2007                        |
| Алан Готал              | Гост #2 1 еп. 2007                       |
| Матео Гулам             | Милени 1 еп. 2007                        |
| Зденка Хершак           | Гђа. Мелита 1 еп. 2007                   |
| Марија Хорват           | Пип Шоу играчица 1 еп. 2007              |
| Ивана Јасприца          | Хостеса 1 еп. 2007                       |
| Славко Јурага           | Багер 1 еп. 2007                         |
| Нада Кластерка          | Бака на плацу 1 еп. 2007                 |
| Дражен Кун              | Параноик 1 еп. 2007                      |
| Отокар Левај            | Судац Звонимир Муфер 1 еп. 2007          |
| Данко Љуштина           | Луди Митар 1 еп. 2007                    |
| Дариа Лоренци           | Одвјетница 1 еп. 2007                    |
| Бранко Менићанин        | Мормон 1 еп. 2007                        |
| Давор Мештровић         | Лично 1 еп. 2007                         |
| Ксенија Пајић           | Клијентица БУГ-а 1 еп. 2007              |
| Мијо Павелко            | Сељак Славонац 1 еп. 2007                |
| Златко Пејаковић        | Клијент 1 еп. 2007                       |
| Лука Петрушић           | Ногометаш Краљчец 1 еп. 2007             |
| Дора Полић              | Нина Мајер 1 еп. 2007                    |
| Лена Политео            | Еротоманова тетка 1 еп. 2007             |
| Синиша Поповић          | Крешо Забић 1 еп. 2007                   |
| Барбара Прпић           | Катарина 1 еп. 2007                      |
| Свен Шестак             | Часлав 1 еп. 2007                        |
| Маја Север              | Новинарка 1 еп. 2007                     |
| Крунослав Кићо Слабинац | Лично - Хост 1 еп. 2007                  |
| Зоран Спрајц            | Спикер 1 еп. 2007                        |
| Лав Стипић              | Санитарац Фреди 1 еп. 2007               |
| Борис Свртан            | Интелектуалац 1 еп. 2007                 |
| Ивица Видовић           | Раде Кобешчак 1 еп. 2007                 |
| Дорис Врецко            | Записничарка 1 еп. 2007                  |
| Мислав Вуглец           | Ниња 1 еп. 2007                          |
| Ванда Вујанић           | Клијентица 1 еп. 2007                    |
| Љубо Зечевић            | Анархист 1 еп. 2007                      |
| Драшко Зидар            | Господин Шахић 1 еп. 2007                |
| Стипе Алфиер            | Романо 1 еп. 2008                        |
| Невен Аљиновић Тот      | Манијак с куглом на ланцу 1 еп. 2008     |
| Ивана Бакарић           | Професорка 1 еп. 2008                    |
| Лука Белан              | Напушени далматински студент 1 еп. 2008  |
| Даниел Бирчић           | Трансвестит 1 еп. 2008                   |
| Елвис Бошњак            | Полицајац 1 еп. 2008                     |
| Владо Булић             | Лично 1 еп. 2008                         |
| Хелена Буљан            | Пастирица 1 еп. 2008                     |
| Никша Бутијер           | Јозица 1 еп. 2008                        |
| Леон Демшар             | Заћ 1 еп. 2008                           |
| Драго Диклић            | Иштванић 1 еп. 2008                      |
| Јадранка Ђокић          | Порно глумица 1 еп. 2008                 |
| Сандра Дојчиновски      | Чуварица #3 1 еп. 2008                   |
| Лука Драгић             | Луко 1 еп. 2008                          |
| Јудита Франковић        | Лариса 1 еп. 2008                        |
| Хрвоје Хорват           | Младић 1 еп. 2008                        |
| Свен Јакир              | Навијач #1 1 еп. 2008                    |
| Силвио Јесенковић       | Новинар 1 еп. 2008                       |
| Крешимир Калин          | Крешимир Гмаз 1 еп. 2008                 |
| Љубо Капор              | Деда 1 еп. 2008                          |
| Крунослав Клабучар      | Режисер 1 еп. 2008                       |
| Дариа Кнез              | Маја 1 еп. 2008                          |
| Славица Кнежевић        | Светлана 1 еп. 2008                      |
| Винко Краљевић          | Милеуснић 1 еп. 2008                     |
| Динко Крешталица        | Спикер 1 еп. 2008                        |
| Јосипа Лисац            | Супер целебрити 1 еп. 2008               |
| Иван Малоча             | Дзурбо 1 еп. 2008                        |
| Горан Малус             | Зелени #1 1 еп. 2008                     |
| Дамир Марковина         | Крумпирко 1 еп. 2008                     |
| Стојан Матавуљ          | Динко Грабић 1 еп. 2008                  |
| Крешимир Мишак          | Водитељ 1 еп. 2008                       |
| Ведран Мликота          | Алајцаус 1 еп. 2008                      |
| Горан Навојец           | Томпа 1 еп. 2008                         |
| Марко Ласић Неред       | Лично 1 еп. 2008                         |
| Саша Обреновић          | Вељко 1 еп. 2008                         |
| Златко Ожболт           | Човјек у црном 1 еп. 2008                |
| Јелена Перчин           | Лана #1 1 еп. 2008                       |
| Лука Перош              | Стражар 1 еп. 2008                       |
| Дамир Пољичак           | Матан 1 еп. 2008                         |
| Кристијан Поточки       | Навијач #2 1 еп. 2008                    |
| Даниел Радечић          | Зелени #2 1 еп. 2008                     |
| Дамир Шабан             | Поштар 1 еп. 2008                        |
| Хамдија Сеферовић       | Јурген 1 еп. 2008                        |
| Тонy Шестан             | Стипан 1 еп. 2008                        |
| Жељко Шестић            | Ђони 1 еп. 2008                          |
| Јоско Шево              | Војвода 1 еп. 2008                       |
| Марија Шкаричић         | Трудница 1 еп. 2008                      |
| Бранко Смиљанић         | Осама 1 еп. 2008                         |
| Алдо Тардоци            | Индијанац 1 еп. 2008                     |
| Марко Торјанац          | Жорж 1 еп. 2008                          |
| Адалберт Турнер Јуци    | Пљачкаш 1 еп. 2008                       |
| Зоран Вакула            | Спикер 1 еп. 2008                        |
| Бранимир Видић          | Кућепазитељ 1 еп. 2008                   |
| Алка Вуица              | Целебрити 1 еп. 2008                     |
| Дара Вукић              | Баба 1 еп. 2008                          |
| Жељко Вукмирица         | Бубало 1 еп. 2008                        |
| Младен Вулић            | Фако 1 еп. 2008                          |
| Ивица Задро             | Палинечки 1 еп. 2008                     |
| Јосип Зовко             | Пераица 1 еп. 2008                       |
| Ива Бабић               | Манекенка 1 еп. 2009                     |
| Јасна Бери              | Проститутка #1 1 еп. 2009                |
| Горан Богдан            | Озрен 1 еп. 2009                         |
| Саша Бунета             | Рецепционар 1 еп. 2009                   |
| Невен Цигановић         | Романтико 1 еп. 2009                     |
| Ивица Гуњача            | Тип 1 еп. 2009                           |
| Игор Хамер              | Сашин сниматељ 1 еп. 2009                |
| Дарко Јосиповић         | Стражар 1 еп. 2009                       |
| Славица Јукић           | Гђа. Красић 1 еп. 2009                   |
| Барбара Колар           | Гласноговорница 1 еп. 2009               |
| Франо Ласић             | Пуковник 1 еп. 2009                      |
| Данијел Љубоја          | Сашин асистент 1 еп. 2009                |
| Томислав Мартић         | Миленко 1 еп. 2009                       |
| Игор Месин              | Прзинар 1 еп. 2009                       |
| Томислав Миланковић     | Брацо 1 еп. 2009                         |
| Бојан Навојец           | Каматар Зденко 1 еп. 2009                |
| Олга Пакаловић          | Ана Пухало - Анали 1 еп. 2009            |
| Синиша Петровић         | Адмирал 1 еп. 2009                       |
| Зоран Прибићевић        | Анте Батинић 1 еп. 2009                  |
| Здравко Раиц            | Драговољац 1 еп. 2009                    |
| Денис Рајчић            | Грађанин 1 еп. 2009                      |
| Масимо Савић            | Клијент #1 1 еп. 2009                    |
| Божидар Смиљанић        | Деда мраз 1 еп. 2009                     |
| Славица Шнур            | Проститутка #2 1 еп. 2009                |
| Александар Станковић    | Познати ћелавац 1 еп. 2009               |
| Берислав Томичић        | Продавац Маријан 1 еп. 2009              |
| Кристијан Угрина        | Миљуш 1 еп. 2009                         |
| Вања Војновић           | Згодна цура 1 еп. 2009                   |
| Невен Закошек           | Достављач Пице 1 еп. 2009                |
| Дражен Зарковић         | Соми 1 еп. 2009                          |
| Ранко Зидарић           | Булдог 1 еп. 2009                        |
| Миливој Беадер          | Андрија 1 еп. 2010                       |
| Линда Бегоња            | Бланка 1 еп. 2010                        |
| Маја Цвјетковић         | Посвудуша 1 еп. 2010                     |
| Томислав Гушчић         | Специјалац 1 еп. 2010                    |
| Јелена Хаџи Манев       | Лана 1 еп. 2010                          |
| Јан Керекеш             | Станислав 1 еп. 2010                     |
| Филип Крижан            | Лино 1 еп. 2010                          |
| Горан Манић             | Инспектор Фрковић 1 еп. 2010             |
| Чедо Мартинић           | Заповједник 1 еп. 2010                   |
| Јадранка Матковић       | Чистачица 1 еп. 2010                     |
| Жарко Радић             | Чедо 1 еп. 2010                          |
| Синиша Ружић            | Симке 1 еп. 2010                         |
| Костадинка Велковска    | Шуткиња 1 еп. 2010                       |

Комплетна ТВ екипа ▼
| Редитељ                   | Горан Куленовић    | (48 еп. 2005—2010)                         |
| Редитељ                   | Дражен Зарковић    | (23 еп. 2007—2010)                         |
| Редитељ                   | Винко Брешан       | (непознат број епизода)                    |
| Редитељ                   | Иван Горан Витез   | (непознат број епизода)                    |
| Сценариста                | Горан Куленовић    | (30 еп. 2006—2010)                         |
| Сценариста                | Зоран Лазић        | (27 еп. 2006—2010)                         |
| Сценариста                | Тончи Кожул        | (24 еп. 2006—2010)                         |
| Сценариста                | Владо Булић        | (15 еп. 2007—2010)                         |
| Сценариста                | Бранко Ружић       | (5 еп. 2009—2010)                          |
| Сценариста                | Кораљка Мештровић  | (3 еп. 2008)                               |
| Сценариста                | Николина Чуљак     | (2 еп. 2007)                               |
| Сценариста                | Ирена Крцелић      | (2 еп. 2007)                               |
| Сценариста                | Александар Холига  | (1 еп. 2008)                               |
| Сценариста                | Дражен Зарковић    | (1 еп. 2008)                               |
| Сценариста                | Алдо Тардоци       | (1 еп. 2009)                               |
| Сценариста                | Антонио Габелић    | (непознат број епизода)                    |
| Сценариста                | Давор Хорбец       | (непознат број епизода)                    |
| Сценариста                | Иван Горан Витез   | (непознат број епизода)                    |
| Продуцент                 | Дани Косић         | (24 еп. 2008)                              |
| Продуцент                 | Иван Малоча        | продуцент (1 еп. 2009)                     |
| Продуцент                 | Фреди Каламар      | (непознат број епизода)                    |
| Продуцент                 | Весна Морт         | продуцент (непознат број епизода)          |
| Композитор                | Миле Кекин         | (непознат број епизода)                    |
| Директор фотографије      | Драгица Посавец    | (77 еп. 2005—2010)                         |
| Директор фотографије      | Силвио Јесенковић  | (59 еп. 2006—2010)                         |
| Директор фотографије      | Томас Крстуловић   | (37 еп. 2005—2006)                         |
| Директор фотографије      | Бранко Линта       | (24 еп. 2005—2006)                         |
| Директор фотографије      | Давор Петричић     | (21 еп. 2008)                              |
| Директор фотографије      | Славен Скензић     | (20 еп. 2007)                              |
| Директор фотографије      | Мишо Орепић        | (10 еп. 2007)                              |
| Директор фотографије      | Драган Марковић    | (4 еп. 2006)                               |
| Монтажер                  | Славен Јекауц      | (непознат број епизода)                    |
| Монтажер                  | Анте Сторић        | (непознат број епизода)                    |
| Декоратер сцене           | Марио Ивезић       | (непознат број епизода)                    |
| Костимограф               | Санда Јакубек      | (непознат број епизода)                    |
| Костимограф               | Сања Селер         | (непознат број епизода)                    |
| Костимограф               | Катарина Заниновић | (непознат број епизода)                    |
| Одсек за шминку           | Ивона Халиловић    | шминкерка (непознат број епизода)          |
| Одсек за шминку           | Славица Шнур       | главна шминкерка (непознат број епизода)   |
| Одсек за шминку           | Саша Тондини       | шминкер (непознат број епизода)            |
| Помоћник режије           | Сњезана Вукмировић | (57 еп. 2005—2007)                         |
| Помоћник режије           | Алдо Тардоци       | 1 помоћник редитеља (46 еп. 2008—2010)     |
| Помоћник режије           | Игор Сереги        | помоћник редитеља (22 еп. 2009—2010)       |
| Помоћник режије           | Драган Јурић       | 1 помоћник редитеља (21 еп. 2007)          |
| Помоћник режије           | Марко Свагуша      | помоћник редитеља (непознат број епизода)  |
| Помоћник режије           | Иван Горан Витез   | помоћник редитеља (непознат број епизода)  |
| Уметнички одсек           | Маријо Симић       | (69 еп. 2005—2008)                         |
| Уметнички одсек           | Дубравко Ђуран     | (13 еп. 2005)                              |
| Уметнички одсек           | Мијо Дебанић       | сценски реквизитер (непознат број епизода) |
| Уметнички одсек           | Дамир Габелица     | (непознат број епизода)                    |
| Уметнички одсек           | Мирко Мајсторовић  | набавни реквизитер (непознат број епизода) |
| Одсек за звук             | Гордан Фуцкар      | (98 еп. 2005—2010)                         |
| Одсек за звук             | Томислав Гушчић    | микроман (22 еп. 2009—2010)                |
| Одсек за звук             | Томислав Фогец     | тонски сарадник (непознат број епизода)    |
| Одсек за звук             | Дубравка Премар    | тонска обрада (непознат број епизода)      |
| Одсек за камеру и расвету | Бранко Пашић       | сниматељ (21 еп. 2007)                     |
| Одсек за камеру и расвету | Драгица Посавец    | камерман (21 еп. 2008)                     |
| Одсек за камеру и расвету | Славен Скензић     | камерман (21 еп. 2008)                     |
| Одсек за камеру и расвету | Томислав Заинко    | техничар за осветљење (2 еп. 2005)         |
| Одсек за камеру и расвету | Лука Харамија      | (непознат број епизода)                    |
| Одсек за камеру и расвету | Симе Кнежевић      | (непознат број епизода)                    |
| Одсек за камеру и расвету | Инга Палић         | фотограф (непознат број епизода)           |
| Одсек за камеру и расвету | Горан Врбан        | (непознат број епизода)                    |
| Остала екипа              | Јелена Дробњак     | секретар режије (21 еп. 2007)              |
| Остала екипа              | Марина Барац       | скрипт (непознат број епизода)             |
| Остала екипа              | Дамир Караматић    | (непознат број епизода)                    |
| Остала екипа              | Фанита Павловић    | (непознат број епизода)                    |
| Остала екипа              | Круно Зринсцак     | (непознат број епизода)                    |
| Остала екипа              | Никола Зринсцак    | (непознат број епизода)                    |